# Тогучин
Тогучин (на руски: Тогучин) е град в Русия, административен център на Тогучински район, Новосибирска област. Населението на града към 1 януари 2018 година е 21 064 души.

## История
Селището е основано през 1867 година, през 1945 година получава статут на град.